# 维亚切斯拉夫·沃洛金
维亚切斯拉夫·维克托罗维奇·沃洛金（羅馬化：Vyacheslav Viktorovich Volodin；1964年2月4日—），俄罗斯政治人物，现任国家杜马主席。他是总统弗拉基米尔·弗拉基米罗维奇·普京的前助手，曾担任统一俄罗斯党主席、国家杜马副主席、副总理及总统办公厅第一副主任。沃洛金在普京的第三个任期内大力推动俄罗斯国内的保守主义。

## 生平

### 国家杜马主席
2016年，沃洛丁被委任國家杜馬主席一席位。
2022年5月2日，沃洛丁稱所有在烏俄戰爭期間，所有援助烏克蘭的國家都應該被以“戰犯”身分究責。

## 荣誉

### 外国勋章奖章
- 修交勋章光化章（韩国，2020年2月4日批准[5]）